# Castello di Châteauneuf-en-Auxois
Il castello di Châteauneuf-en-Auxois è un castello medievale situato nell'omonima cittadina, a cinquanta chilometri da Digione, in Borgogna, in Francia